# شبگرد طوق‌گندمی
 شبگرد طوق‌گندمی (نام علمی: Antrostomus salvini) نام یک گونه از تیره شبگردان است.